# Comitetul Interstatal de Aviație
Comitetul Interstatal de Aviație (rusă Межгосударственный авиационный комитет, МАК) este un organism al de supraveghere și coordonare a aviației civile din Comunitatea Statelor Independente. MAK a fost înființat în 25 decembrie 1991, când 12 state ale fostei Uniuni Sovietice au semnat la Minsk Acordul privind aviația civilă și folosirea spațiului aerian. Sediul Comitetului este în raionul Iakimanka al Moscovei, Rusia, la adresa 119017, Moscova, str. Bolșaia Ordinka 22/2/1. Președintele său a fost de la început și până în prezent Tatiana Anodina.
Comisia pentru Investigarea Accidentelor Aeriene a MAK este cea care investighează în mod obișnuit accidentele de avion în statele care au aparținut URSS.

## Jurisdicție și acorduri
Statele din jurisdicția MAK sunt Azerbaidjan, Armenia, Belarus, Kazahstan, Kîrgîzstan,  Moldova, Rusia, Tadjikistan, Turkmenistan, Ucraina, și Uzbekistan. Estonia și Lituania au în MAK statut de observator. Moldova a avut o tentativă de a ieși din MAK, pusă pe seama intenției de a-și reduce participarea la structurile CSI, tentativă care însă nu s-a finalizat. Georgia a fost și ea în jurisdicția MAK, însă s-a rertas. Totuși, cei din aviația din Georgia continuă să colaboreze cu MAK.
MAK are:
- acorduri interguvernamentale cu China, India și SUA;
- acorduri cu autorități aviatice din Africa de Sud, Argentina, Brazilia, Canada, Chile, Egipt, Indonezia, Iran, Japonia, Mexic, Uniunea Europeană.